# 스탈라의 마법여행
스탈라의 마법여행은 BKN이 제작한 미국의 TV 애니메이션 시리즈이다. 1995년 9월 9일부터 1996년 12월 12일까지 신디케이션에서 총 26화로 방영되었다.
대한민국에서는 1997년에 MBC에서 방영되었다.

## 등장인물
- 기네비어 공주
- 폴론
- 타마라

## 한국판 성우진 (MBC)
- 윤소라: 스탈라
- 이선주: 팰런
- 이진화: 태머라
- 홍승옥
- 이병식
- 박영화
- 황미영
- 이인성
- 김순선
- 김태훈
- 안종덕
- 윤복성
- 임춘희

## 우리말 제작
- 작곡: 이한나
- 노래: 정여진
- 편집: 이득세, 유재균
- 녹음: 돌코녹음실
- 타이틀 디자인: 이성태
- 번역: 김수미
- 녹음 연출: 윤진영